# Periclimenes alcocki
Periclimenes alcocki är en kräftdjursart som beskrevs av Kemp 1922. Periclimenes alcocki ingår i släktet Periclimenes och familjen Palaemonidae. Inga underarter finns listade i Catalogue of Life.